# Faisal Shahzad
Faisal Shahzad (Urdu: فیصل شہزاد ; nascido em 30 de junho de 1979) é um cidadão paquistanês-americano que foi preso pela tentativa de atentado à bomba na Times Square em 1 de maio de 2010. Em 21 de junho de 2010, no Tribunal Distrital Federal em Manhattan, ele confessou 10 acusações decorrentes da tentativa de explosão. Ao longo de sua aparição no tribunal, Shahzad não se arrependeu. O procurador dos Estados Unidos indicou que não havia acordo, e Shahzad enfrentou a sentença máxima, uma sentença obrigatória de prisão perpétua.
Shahzad foi preso aproximadamente 53 horas após a tentativa, às 23h45 (horário de Brasília) de 3 de maio de 2010, por funcionários da Alfândega e Proteção de Fronteiras dos EUA. Ele foi preso no Aeroporto Internacional John F. Kennedy, depois de embarcar no voo 202 da Emirates para Dubai. Seu destino final era Islamabad, no Paquistão.
Uma acusação federal foi apresentada em 4 de maio, alegando que Shahzad cometeu cinco crimes relacionados ao terrorismo, incluindo a tentativa de uso de uma arma de destruição em massa. Shahzad renunciou ao seu direito constitucional de uma audiência rápida.
Shahzad ter-se-ia envolvido nos crimes e deu informações às autoridades a partir da sua prisão. Shahzad admitiu treinamento no fabrico de bombas em um campo dirigido por uma facção militante islâmica na região do Waziristão, no Paquistão, ao longo da fronteira com o Afeganistão. Em 7 de maio, Shahzad continuava respondendo a perguntas e fornecendo informações para os investigadores. Autoridades paquistanesas prenderam mais de uma dúzia de pessoas relacionadas à trama. 
Depois de se declarar culpado de uma acusação de 10 acusações em junho, em 5 de outubro de 2010, Shahzad foi condenado à prisão perpétua sem a possibilidade de liberdade condicional; as acusações incluíram tentativa de conspiração para usar uma arma de destruição em massa e tentar um ataque terrorista.

## Biografia

### Inicio de vida e educação
Shahzad é um cidadão naturalizado dos EUA que nasceu no Paquistão, em Karachi ou Pabbi (uma aldeia no distrito de Nowshera, a leste de Peshawar, no noroeste do Paquistão), sendo o mais novo de quatro filhos. Seu pai nasceu na aldeia de Mohib Banda (perto de Peshawar). Shahzad vem de uma família rica e bem-educada no noroeste do Paquistão.
O jornal New York Times informou que a vida de Shahzad parece ter seguido uma:
"narrativa familiar sobre radicalização no Ocidente: sua raiva em relação ao seu país adotivo parecia ter crescido em sintonia com suas lutas pessoais. Ele havia perdido sua casa para execução hipotecária no ano passado. Ao mesmo tempo, ele estava mostrando sinais de uma profunda alienação religiosa."
Shahzad estudou durante cinco semestres em 1997 e 1998 na agora extinta Southeastern University, em Washington, DC, onde frequentou principalmente aulas de administração. Recebeu vários Cs e Ds, um F em estatística básica e uma média de pontos de 2,78. Em dezembro de 1998, ele recebeu um visto de estudante F-1. Em 1999, ele foi colocado em uma lista de busca de viagens da Alfândega dos EUA (posteriormente incorporada ao DHS) chamada "Traveller Enforcement Compliance System".
Em 2000 Shahzad foi transferido para a Universidade de Bridgeport, em Bridgeport, Connecticut, que estava associado à Universidade de Greenwich, no Paquistão. Os antigos professores de Shahzad, da Universidade de Bridgeport, disseram que ele era um estudante calmo e normal. Nos fins de semana, ele ia a boates com temas bengalis na cidade de Nova York. Um colega de classe lembrou-se de Shahzad que assistia a notícias dos ataques de 11 de setembro em Nova York e dizia: "Eles estavam chegando". Ele participou de um mundo mais amplo do que alguns paquistaneses, e foi dito que ele amava mulheres e bebia socialmente. Shahzad ganhou um BA em aplicações de computador e sistemas de informação da Universidade de Bridgeport, e seus pais participaram de sua formatura em 13 de maio de 2002. Pouco antes da formatura, em abril de 2002, ele foi concedido um visto H1-B para trabalhadores qualificados. Shahzad permaneceu nos Estados Unidos por três anos com esse visto, obtendo um título de mestre em administração de empresas na Universidade de Bridgeport em 2005.

### Carreira
Shahzad trabalhou como analista financeiro júnior no departamento de contabilidade da empresa de cosméticos Elizabeth Arden, em Stamford, Connecticut, enquanto ainda trabalhava no mestrado. Depois de trabalhar com eles de janeiro de 2002 até 15 de junho de 2006, ele pediu demissão para ir a outro lugar. Ele reclamou aos amigos que a empresa nunca aumentou seu salário acima de US $ 50.000.

### Vida Pessoal
Em 24 de dezembro de 2004, em um casamento arranjado em Peshawar, no Paquistão, Shahzad se casou com Huma Asif Mian. Eles têm dois filhos.
Em 2002, Shahzad comprou um automóvel Mercedes e um condomínio de 205.000 dólares em Norwalk, Connecticut. Ele vendeu o condomínio em maio de 2004 para George LaMonica por 56.000 dólares. LaMonica foi entrevistado posteriormente por investigadores da Força-Tarefa Conjunta de Terrorismo a respeito de detalhes das transações e informações sobre Shahzad.
Em janeiro de 2006, Shahzad recebeu uma autorização de residência permanente ("Green Card"). Ele comprou uma nova casa de três quartos em Shelton, Connecticut, nos arredores de Bridgeport em 2006, onde ele e sua família moravam. A partir de meados de junho de 2006 a junho de 2009, Shahzad trabalhou como um analista financeiro junior para Affinion Group, uma empresa de marketing de afinidade e consultoria empresarial, localizado na 100 Connecticut Avenue, Norwalk.
Ele se naturalizou como cidadão dos EUA em 17 de abril de 2009. Algumas semanas depois, ele abruptamente largou o emprego e parou de fazer pagamentos em sua casa, deixando de pagar a hipoteca de US $ 218.400. O  New York Times observou:
"Nos últimos anos, Shahzad lutou para pagar suas contas, não está claro se suas dificuldades financeiras tenham desempenhado um papel significativo em sua radicalização. Ele ainda possuía sua casa e ocupava um emprego em tempo integral quando começou a sinalizar para amigos que ele queria deixar os Estados Unidos".
Shahzad deixou de pagar a hipoteca de sua casa e foi processado pelo banco em setembro de 2009, quando foi despejado de sua casa.
O New York Times informou que desde 2006, ele se tornou mais religiosamente devoto e lutou com perguntas sobre os muçulmanos no mundo. Ele começou a orar cinco vezes por dia, em mesquitas em Stamford, Norwalk e Bridgeport.

## Preparação
Em 3 de julho de 2009 Shahzad supostamente viajou para o Paquistão e acredita-se que visitou Peshawar, uma porta de entrada para as regiões tribais ocupadas por militantes do Paquistão e ficou lá de 7 a 22 de julho. Enquanto no Paquistão, ele disse que ele treinou em um campo de treinamento terrorista no que foi acreditado para ser o Waziristão, de acordo com agentes da lei. A Time sugeria que o passado de sua família no noroeste do Paquistão significava que Shahzad provavelmente falava pashto, um recurso raro para um voluntário ocidental nos campos de treinamento.
A permanência mais recente de Shahzad no Paquistão durou cinco meses, após os quais retornou aos EUA em 3 de fevereiro de 2010, em voo da Emirates.
Acredita-se que Shahzad tenha comprado o Nissan Pathfinder de 1993 que foi usado na tentativa de explosão do carro-bomba três semanas antes do incidente. O veículo foi comprado através de um anúncio no Craigslist, por 1300 dólares. Shahzad supostamente pagou uma mulher em Connecticut em notas de 100 dólares. Ele pagou o dinheiro e recebeu o carro num centro comercial em Connecticut, sem qualquer troca formal de documentos.

## Prisão

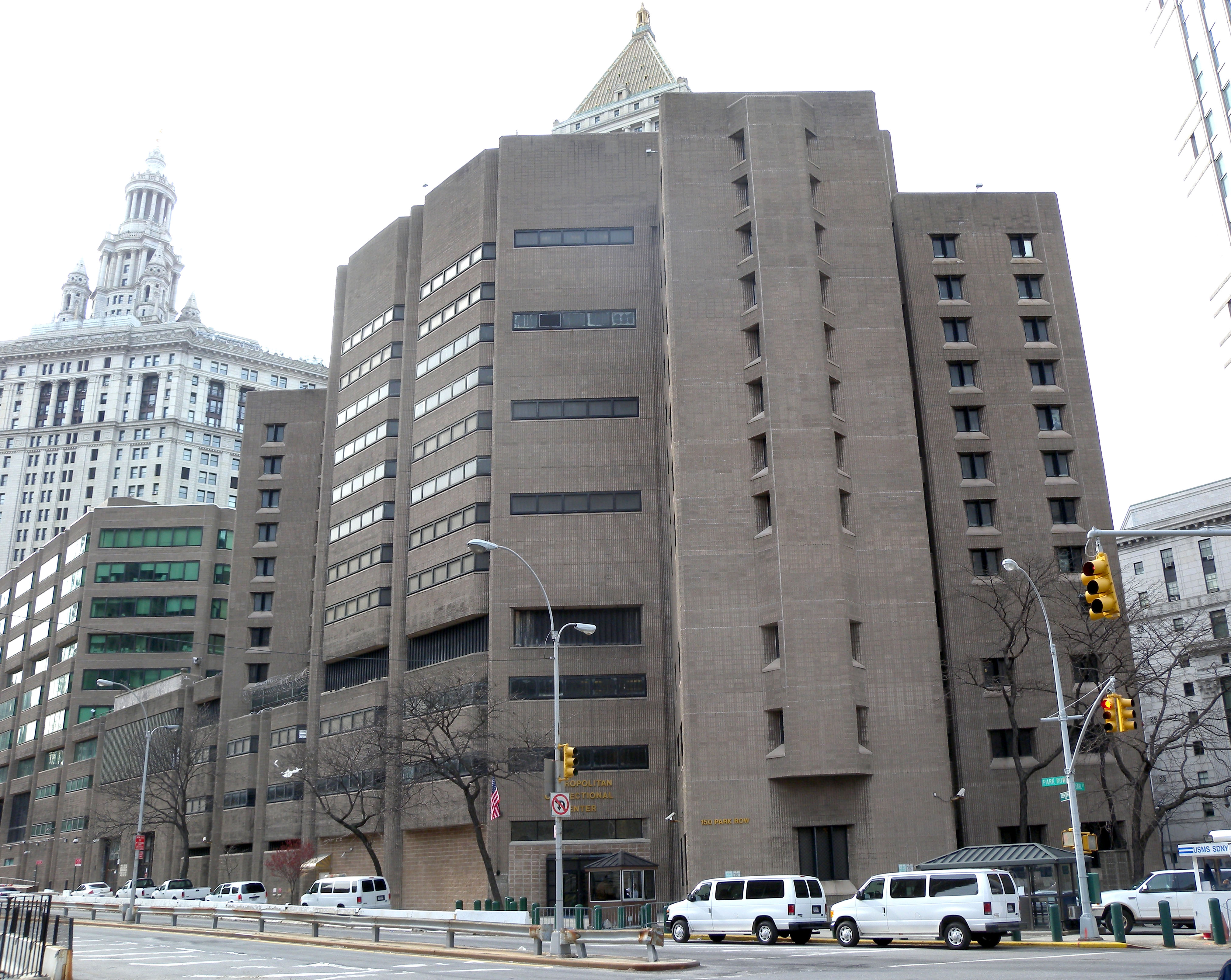
Metropolitan Correctional Center em Nova York onde Shazad ficou detido até seu julgamento.

Shahzad foi preso aproximadamente 53 horas após o incidente, às 23h45 (horário de Brasília) de 3 de maio de 2010, por funcionários da Alfândega e Proteção de Fronteiras dos EUA. Ele foi levado sob custódia no Aeroporto Internacional John F. Kennedy, quando se sentou a bordo do voo 202 da Emirates Airlines para o Dubai. O seu voo estava a poucos minutos da decolagem, mas foi chamado de volta ao portão. O destino final do voo seria Islamabad.
Lapsos de segurança permitiram que Shahzad embarcasse no avião. Ele havia sido colocado na lista de exclusão aérea na segunda-feira, 3 de maio, às 12h30m, quando os investigadores ficaram mais certos de que ele era suspeito de atentado à bomba dois dias antes. Investigadores perderam o paradeiro de Shahzad antes de ele se dirigir para o aeroporto na noite de 3 de maio, e não sabiam que ele estava planejando deixar o país. Os agentes da companhia aérea Emirates não verificaram a lista de exclusão aérea para nomes adicionados às 18h30m, quando Shahzad fez uma reserva, ou às 19h35m, quando ele comprou o bilhete no aeroporto com dinheiro. Shahzad foi posteriormente autorizado a embarcar no avião. Um teste de rotina de pós-embarque às 23h revelou que Shahzad estava na lista de exclusão aérea. Em poucos minutos, os agentes chamaram o avião para o portão, embarcaram no avião e o prenderam. 
O FBI e a Polícia de Nova York revistaram a casa de Shahzad em Bridgeport, Connecticut, em 4 de maio, na Sheridan Street e na Boston Avenue, removendo sacos de plástico cheios. Materiais relacionados à bomba foram encontrados em seu apartamento, incluindo caixas que continham os despertadores. Seu carro no aeroporto tinha uma carabina SUB-2000 Kel-Tec de 9 mm com cinco revistas completas de munição, segundo policiais.
A queixa apresentada no tribunal federal em 4 de maio de 2010  acusou Shahzad de cinco acusações de crimes relacionados ao terrorismo: 1) tentativa de usar uma arma de destruição em massa; 2) tentativa de matar e mutilar pessoas nos EUA; 3) Utilizar e transportar um dispositivo destrutivo, 4) Transportar um dispositivo explosivo, e 5) Tentar danificar edifícios, veículos e outras propriedades. Ele enfrentou uma possível sentença de prisão perpétua.

## Condenação

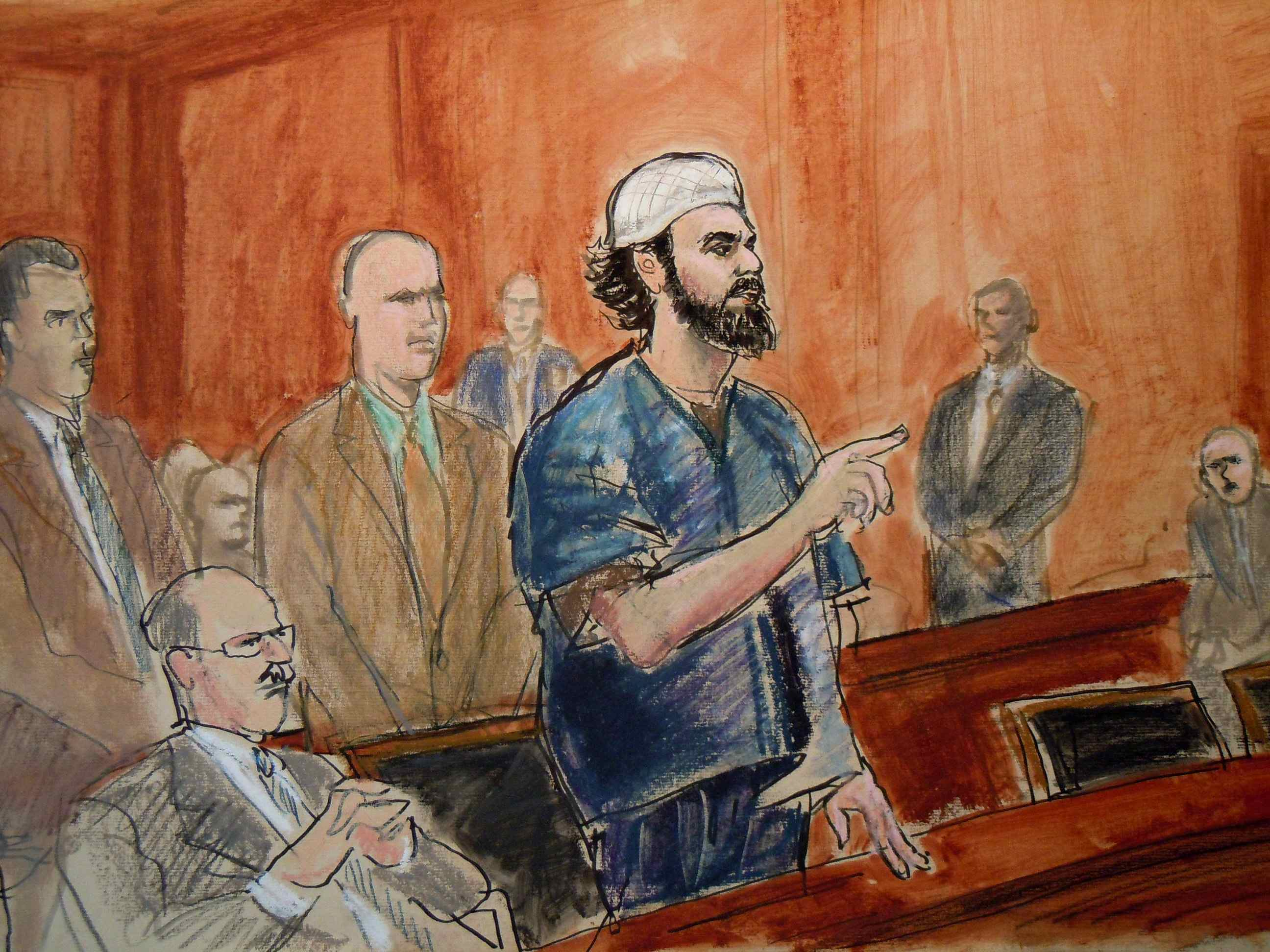
Shazahd durante sua sentença no tribunal federal de Manhattan

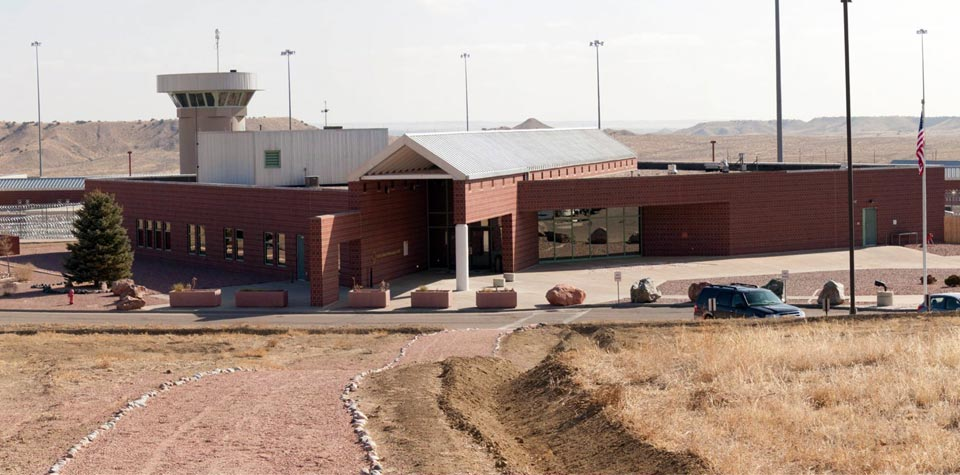
ADX Florence no Colorado, onde Shahzad está detido atualmente

Em 5 de outubro de 2010, Shahzad foi condenado pela juíza federal Miriam Goldman Cedarbaum, do Distrito Sul de Nova York, a prisão perpétua sem possibilidade de liberdade condicional. Quando perguntado pelo juiz, "você não jurou lealdade a este país?" Shahzad, cidadão norte-americano naturalizado, respondeu: "Jurei, mas não quis dizer isso". Shahzad, vestindo uma touca de oração branca, sorriu e disse "Allahu Akbar" depois de ouvir sua sentença. Ele disse que iria "sacrificar mil vidas por Alá". Ele previu que "a guerra com os muçulmanos está apenas começando", e que "a derrota dos EUA é iminente, inshallah [se Deus quiser]".
Quando perguntado pelo juiz em seu julgamento sobre como justificar o plantio de uma bomba perto de mulheres e crianças inocentes, Shahzad respondeu que os ataques de drones dos EUA "não veem crianças, não veem ninguém. Elas matam mulheres, crianças, eles matam todo mundo." Shahzad está cumprindo sua sentença de prisão perpétua em ADX Florence, uma instalação de segurança supermáxima no Colorado, onde os detentos mais perigosos do sistema prisional federal estão detidos.